# 鹿児島市立荒田小学校
鹿児島市立荒田小学校（かごしましりつ あらたしょうがっこう）は、鹿児島県鹿児島市荒田1丁目にある公立小学校。

## 概要
鹿児島市の中央部にある小学校であり、周辺には住宅地が広がっている。また、校内には長沢鼎より荒田小学校に記念として贈られたぶどうの木が植樹されている。

## 沿革
- 1922年（大正11年）4月 - 荒田尋常高等小学校として開校。
- 1941年（昭和16年） - 国民学校令が施行されたのに伴い、荒田国民学校に改称。
- 1945年（昭和20年）6月17日 - 鹿児島大空襲により校舎が全焼し、休止。
- 1952年（昭和27年）4月1日 - 鹿児島市立荒田小学校として再開。

## 通学区域
- 高麗町、荒田1 - 2丁目[3]

## 校区内の主な施設
- 鹿児島市立甲南中学校（進学先中学校[3]）
- 鹿児島女子短期大学